# Zaborowice (województwo świętokrzyskie)
Zaborowice – wieś w Polsce położona w województwie świętokrzyskim, w powiecie kieleckim, w gminie Mniów
| SIMC    | Nazwa      | Rodzaj    |
| ------- | ---------- | --------- |
| 0992473 | Górki      | część wsi |
| 0992480 | Komorniki  | część wsi |
| 0992496 | Stara Wieś | część wsi |
| 0992504 | Zapole     | część wsi |

W latach 1975–1998 miejscowość należała administracyjnie do województwa kieleckiego.
Zaborowice są siedzibą rzymskokatolickiej parafii św. Jana Chrzciciela. We wsi znajduje się kościół pw. św. Jana Chrzciciela wzniesiony w XX w. oraz Szkoła Podstawowa. 
W 1958 roku w Zaborowicach powstała jednostka Ochotniczej Straży Pożarnej.

## Położenie
Wieś położona niedaleko (ok. 2 km) od trasy prowadzącej z Kielc w stronę Końskich. Sąsiaduje z miejscowościami Pieradła, Pielaki i Chyby. Zaborowice przecina rzeka Czarna Taraska.
Obszar okalający Zaborowice obfituje w złoża piasku i torfu. Obecnie eksploatacja ogranicza się do wydobycia piasku przez dwie kopalnie na potrzeby lokalne.

## Środowisko przyrodnicze
Na terenie wsi Zaborowice znajduje się rozlewisko wodne – jezioro Ług. Powierzchnia jeziora wynosi 0,9 ha. Zbiornik wodny powstał w miejscu dawno wyrabianego torfu. Otoczony jest lasem sosnowym, który stanowi jego naturalną osłonę. Lustro wody oddzielone jest od lasu kilkumetrowym pasem, na którym występują zbiorowiska roślinności bagienno-torfowej.

## Historia
Zaborowice cieszą się najstarszym rodowodem w Gminie Mniów. Zostały one wspomniane w dokumencie z 1364 roku. Od XIV wieku Zaborowice były osadą królewską i pozostały nią do III rozbioru Polski w 1795 roku. Wieś w 1462 król Kazimierz Jagiellończyk nadał dożywotnie podskarbiemu królewskiemu Hince z Rogowa. Nazwa wsi ma związek z tutejszą topografią terenu – z położeniem za borem.